# روبن هنتر-كلارك
روبن هنتر-كلارك هو عضو المجلس المحلي ‏ وسياسي بريطاني، ولد في 10 أكتوبر 1992 في بوسطن في المملكة المتحدة. نشط حزبياً في حزب استقلال المملكة المتحدة.